# Dalem (Moselle)
Dalem é uma comuna francesa na região administrativa de Grande Leste, no departamento de Mosela. Estende-se por uma área de 7,32 km². Em 2010 a comuna tinha 677 habitantes (densidade: 92,5 hab./km²).